# Natação nos Jogos Olímpicos de Verão da Juventude de 2010 - 100 m borboleta masculino
As provas dos 100 metros mariposa/borboleta masculino da natação nos Jogos Olímpicos de Verão da Juventude de 2010 foram realizadas nos dias 16 e 17 de agosto, na Escola dos Desportos, em Cingapura. 36 nadadores estavam inscritos neste evento.

## Medalhistas
| Ouro   | KOR Chang Gyu-Cheol     |
| Prata  | RSA Chad le Clos        |
| Bronze | SRB Velimir Stjepanović |

## Eliminatórias

### Eliminatória 1
| Pos. | Raia | Nome                            | País           | Tempo   | Notas |
| ---- | ---- | ------------------------------- | -------------- | ------- | ----- |
| 1    | 3    | Tsilavina Andritina Ramanantsoa | MAD Madagascar | 1:06.88 |       |
| 2    | 4    | Cristofer Jimenez               | NCA Nicarágua  | 1:07.64 |       |
| 3    | 6    | Ham Sserunjogi                  | UGA Uganda     | 1:11.23 |       |
| 4    | 5    | Ralph Benjamin Teiko Quaye      | GHA Gana       | 1:17.03 |       |

### Eliminatória 2
| Pos. | Raia | Nome                   | País                     | Tempo   | Notas |
| ---- | ---- | ---------------------- | ------------------------ | ------- | ----- |
| 1    | 3    | Zlatko Alić            | BIH Bósnia e Herzegovina | 57.46   |       |
| 2    | 4    | Serghei Golban         | MDA Moldávia             | 57.81   |       |
| 3    | 5    | Ahmadreza Jalali       | IRI Irã                  | 57.84   |       |
| 4    | 6    | Homayoun Haghighijadid | IRI Irã                  | 58.34   |       |
| 5    | 8    | Sofyan Elgadi          | LBA Líbia                | 59.07   |       |
| 6    | 2    | Omar Mithqal           | JOR Jordânia             | 59.39   |       |
| 7    | 7    | Juwel Ahmed            | BAN Bangladesh           | 1:02.97 |       |
| 8    | 1    | Jeremy Joint Riong     | BRU Brunei               | 1:11.27 |       |

### Eliminatória 3
| Pos. | Raia | Nome                 | País          | Tempo | Notas |
| ---- | ---- | -------------------- | ------------- | ----- | ----- |
| 1    | 1    | Kenneth To           | AUS Austrália | 54.16 | Q     |
| 2    | 2    | Jordan Coelho        | FRA França    | 54.19 | Q     |
| 3    | 4    | Marcin Cieślak       | POL Polônia   | 54.64 | Q     |
| 4    | 3    | Roberto Sterlkov     | ARG Argentina | 55.15 | Q     |
| 5    | 5    | Sun Bowei            | CHN China     | 55.30 | Q     |
| 6    | 6    | Melvin Herrmann      | GER Alemanha  | 55.65 | Q     |
| 7    | 7    | Justin James         | AUS Austrália | 55.70 |       |
| 8    | 8    | Juan Manuel Arbeláez | COL Colômbia  | 58.37 |       |

### Eliminatória 4
| Pos. | Raia | Nome                | País              | Tempo | Notas |
| ---- | ---- | ------------------- | ----------------- | ----- | ----- |
| 1    | 3    | Velimir Stjepanović | SRB Sérvia        | 54.71 | Q     |
| 2    | 7    | Quý Phước Hoàng     | VIE Vietnã        | 54.74 | Q     |
| 3    | 5    | Bence Biczó         | HUN Hungria       | 54.76 | Q     |
| 4    | 4    | Medhy Metella       | FRA França        | 54.81 | Q     |
| 5    | 2    | Yoo Kyu-Sang        | KOR Coreia do Sul | 55.58 | Q     |
| 6    | 6    | Ilya Lemaev         | RUS Rússia        | 55.77 |       |
| 7    | 1    | Thomas Jobin        | CAN Canadá        | 56.80 |       |
| 8    | 8    | Rainer Kai Wee Ng   | SIN Singapura     | 57.06 |       |

### Eliminatória 5
| Pos. | Raia | Nome            | País                  | Tempo | Notas |
| ---- | ---- | --------------- | --------------------- | ----- | ----- |
| 1    | 3    | Erich Peske     | USA Estados Unidos    | 54.50 | Q     |
| 2    | 5    | Chang Gyu-Cheol | KOR Coreia do Sul     | 54.66 | Q     |
| 3    | 6    | Chad le Clos    | RSA África do Sul     | 54.93 | Q     |
| 4    | 4    | Tommaso Romani  | ITA Itália            | 55.10 | Q     |
| 5    | 7    | Cadell Lyons    | TRI Trinidad e Tobago | 55.54 | Q     |
| 6    | 2    | Jun Isaji       | JPN Japão             | 55.88 |       |
| 7    | 1    | Sheng Jun Pang  | SIN Singapura         | 57.08 |       |
| 8    | 8    | Ondřej Palatka  | CZE Chéquia           | 57.41 |       |

## Semifinais

### Semifinal 1
| Pos. | Raia | Nome                | País                  | Tempo | Notas |
| ---- | ---- | ------------------- | --------------------- | ----- | ----- |
| 1    | 2    | Chad le Clos        | RSA África do Sul     | 53.67 | Q     |
| 2    | 3    | Velimir Stjepanović | SRB Sérvia            | 54.00 | Q     |
| 3    | 6    | Bence Biczó         | HUN Hungria           | 54.03 | Q     |
| 4    | 4    | Jordan Coelho       | FRA França            | 54.11 | Q     |
| 5    | 5    | Marcin Cieślak      | POL Polônia           | 54.30 | Q     |
| 6    | 1    | Cadell Lyons        | TRI Trinidad e Tobago | 54.88 |       |
| 7    | 8    | Melvin Herrmann     | GER Alemanha          | 55.19 |       |
| 8    | 7    | Roberto Sterlkov    | ARG Argentina         | 55.20 |       |

### Semifinal 2
| Pos. | Raia | Nome            | País               | Tempo | Notas |
| ---- | ---- | --------------- | ------------------ | ----- | ----- |
| 1    | 3    | Chang Gyu-Cheol | KOR Coreia do Sul  | 53.41 | Q     |
| 2    | 5    | Erich Peske     | USA Estados Unidos | 54.29 | Q     |
| 3    | 2    | Medhy Metella   | FRA França         | 54.30 | Q     |
| 4    | 7    | Tommaso Romani  | ITA Itália         | 54.35 |       |
| 5    | 4    | Kenneth To      | AUS Austrália      | 54.36 |       |
| 6    | 6    | Quý Phước Hoàng | VIE Vietnã         | 54.71 |       |
| 7    | 1    | Sun Bowei       | CHN China          | 54.73 |       |
| 8    | 8    | Yoo Kyu-Sang    | KOR Coreia do Sul  | 55.16 |       |

## Final
| Pos.              | Raia | Nome                | País               | Tempo | Notas |
| ----------------- | ---- | ------------------- | ------------------ | ----- | ----- |
| Medalha de ouro   | 4    | Chang Gyu-Cheol     | KOR Coreia do Sul  | 53.13 |       |
| Medalha de prata  | 5    | Chad le Clos        | RSA África do Sul  | 53.31 |       |
| Medalha de bronze | 3    | Velimir Stjepanović | SRB Sérvia         | 53.77 |       |
| 4                 | 1    | Marcin Cieślak      | POL Polônia        | 53.78 |       |
| 5                 | 2    | Jordan Coelho       | FRA França         | 53.96 |       |
| 6                 | 6    | Bence Biczó         | HUN Hungria        | 53.99 |       |
| 7                 | 8    | Medhy Metella       | FRA França         | 54.35 |       |
| 8                 | 7    | Erich Peske         | USA Estados Unidos | 54.93 |       |